# ارمنی‌های کانادا
ارمنی‌های کانادا (ارمنی: գանատահայեր) به شهروندان و دارندگان اقامت دائم کانادا با پس زمینه قومی ارمنی  گفته می‌شود. طبق سرشماری سال ۲۰۱۶ کانادا، تعداد آنها حدود ۶۴۰۰۰ نفر است، در حالی که برآوردهای مستقل ادعا می‌کنند حدود ۸۰٬۰۰۰ کانادایی با تبار ارمنی هستند که بالاترین تخمین‌ها به ۱۰۰٬۰۰۰ نفر می‌رسد. گرچه به‌طور قابل توجهی کوچکتر از جامعه ارمنی‌های آمریکا است، اما شکل‌گیری هر دو مرحله مشابهی را آغاز کردند که از اواخر قرن نوزدهم شروع شد و در قرن بیستم و بعد از آن به تدریج گسترش یافت. اکثر ارمنی‌های کانادا از فرزندان بازماندگان نسل‌کشی ارامنه از خاورمیانه (سوریه، لبنان، مصر) هستند که کمتر از ۷٪ درصد از کل ارامنه کانادا در ارمنستان متولد شده‌اند. امروزه بیشتر ارمنی‌های کانادا در مونترال بزرگ و تورنتو بزرگ زندگی می‌کنند، جایی که کلیساها، مدارس و مراکز اجتماعی را تأسیس کرده‌اند.

## تاریخ
اولین گروه از ارمنی‌ها در دهه ۱۸۸۰ به کانادا مهاجرت کردند. اولین ارمنی که در کانادا ساکن شد شخصی به نام گارابد نرگاریان بود که در سال ۱۸۸۷ به پورت هوپ، انتاریو آمد. در سال ۱۸۹۲ تعداد ۳۷ نفر و در سال ۱۸۹۵ تعداد ۱۰۰ نفر ارمنی در کانادا مستقر شدند. اولین مهاجران ارمنی به کانادا اکثراً مردانی بودند که به دنبال کار بودند. پس از کشتار حمیدیه در میانه دهه ۱۸۹۰ خانواده‌های ارمنی از امپراتوری عثمانی در کانادا مستقر شدند. قبل از نسل‌کشی ارامنه در سال ۱۹۱۵ حدود ۱٬۸۰۰ ارمنی قبلاً در کانادا زندگی می‌کردند. آنها اکثراً از استان‌های ارمنستان امپراتوری عثمانی بودند و معمولاً در مناطق شهری صنعتی زندگی می‌کردند. هجوم ارامنه به کانادا در دوران پس از جنگ جهانی اول محدود بود زیرا ارمنی‌ها به عنوان آسیایی طبقه‌بندی می‌شدند.با این وجود، حدود ۱٬۵۰۰ نفر از بازماندگان نسل‌کشی (عمدتاً زنان و کودکان) به عنوان پناهنده به کانادا آمدند. در سال‌های ۱۹۲۳ تا ۱۹۲۴ حدود ۱۰۰ یتیم ارمنی ۸ تا ۱۲ ساله، که بعداً به نام پسران جورج‌تاون معروف شدند، توسط صندوق امداد ارامنه کانادا از کورفو، یونان به جورج‌تاون، انتاریو به کانادا آورده شدند. این اولین اقدام بشردوستانه کانادا در مقیاس بین‌المللی بود که آزمایش نوبل نام گرفت. خانه مزرعه جورج‌تاون (در حال حاضر مرکز جامعه سدارویل) در سال ۲۰۱۰ به عنوان مکان تاریخی و حفاظت‌شده شهرداری تعیین شد.
به‌طور کلی، بین سال‌های ۱۹۰۰ تا ۱۹۳۰ حدود ۳٬۱۰۰ ارمنی وارد کانادا شدند که ۷۵٪ در انتاریو و ۲۰٪ در کبک مستقر شدند. در همان زمان، مهاجرت به ایالات متحده وجود داشت. بین سال‌های ۱۸۹۹ و ۱۹۱۷ تعداد ارمنیانی که از کانادا وارد ایالات متحده شده‌اند ۱٬۵۷۷ نفر بود.بین سال‌های ۱۹۳۱ و ۱۹۴۹ فقط ۷۴ ارمنی به کانادا مهاجرت کردند. در دهه ۱۹۴۰ جامعه هنوز بیش از ۴۰۰۰ نفر نبود.دو مرکز اولیه جامعه ارامنه در برنتفورد و سنت کاترینز، انتاریو بود که در دهه ۱۹۲۰ هر یک ۵۰۰ ارمنی داشت. اولین کلیسای ارامنه در سال ۱۹۳۰ در سنت کاترینز تأسیس شد و به مرکز ارامنه در کانادا تبدیل شد.
قوانین مهاجرت در دوران پس از جنگ جهانی دوم سست شد. با تلاش‌های کنگره ارامنه کانادا هزاران نفر از ارامنه اجازه ورود پیدا کردند. در دهه ۱۹۶۰ حدود ۵۰۰۰ ارمنی در کانادا ساکن شدند و تا دهه ۱۹۷۰ جامعه ارمنی کانادا ۳۰٬۰۰۰ نفر را در خود جای می‌داد. بیشتر ارامنه از خاورمیانه (سوریه، لبنان، مصر، ترکیه) و یونان آمدند. مهاجران از ارمنستان شوروی نیز به‌طور فزاینده‌ای به کانادا نقل مکان می‌کردند. مقاله دائرةالمعارف ارمنستان شوروی دربارهٔ ارامنه (۱۹۸۰) توسط سورن یرمیان حدود ۵۰٬۰۰۰ ارمنی در کانادا را تخمین زد. همین تعداد را هراگ وارتانیان داده بود که در سال ۲۰۰۰ برای مجله اتحادیه خیرخواهان عمومی ارمنی می‌نوشت.
در دهه ۲۰۱۰ هزاران خانواده ارمنی سوریه که از جنگ در آنجا گریخته بودند در کانادا ساکن شدند. تا دسامبر ۲۰۱۵ مرکز جامعه ارامنه، یک آژانس حمایت مالی توسط دولت و ارامنه کانادا به‌صورت جداگانه حدود ۲٬۵۰۰ ارمنی سوریه را حمایت مالی کردند. اسقف‌های کلیسای ارمنی کانادا تا سال ۲۰۱۶ حدود ۱۰۰۰ پناهجوی ارمنی سوری را حمایت مالی کردند.